# 426 Гіппо
426 Гіппо (426 Hippo) — астероїд головного поясу, відкритий 25 серпня 1897 року Огюстом Шарлуа у Ніцці.
Тіссеранів параметр щодо Юпітера — 3,197.